# اسلوپ کلاس بنف
اسلوپ کلاس بنف (به انگلیسی: Banff-class sloop) یک کلاس از اسلوپ‌ها است که طول آن ۲۵۰ فوت (۷۶٫۲۰ متر) می‌باشد.